# Gora Dezhnëva
Gora Dezhnëva är ett berg i Antarktis. Det ligger i Östantarktis. Norge gör anspråk på området. Toppen på Gora Dezhnëva är 2 269 meter över havet.
Terrängen runt Gora Dezhnëva är lite kuperad.  Trakten är obefolkad. Det finns inga samhällen i närheten.